# Instytut Geologiczny
Jeżeli edytujesz kod źródłowy, to aby uzyskać taki efekt: teoria, elektronem, Witolda Gombrowicza – twórz linki według składni: [[teoria]], [[elektron]]em, [[Witold Gombrowicz|Witolda Gombrowicza]].

Instytut Geologiczny – centralna jednostka naukowo-badawcza rządu istniejąca w latach 1952–2010, powołana w celu prowadzenia prac naukowo-badawczych z zakresu geologii i hydrologii kraju.

## Powołanie Instytutu
Na podstawie ustawy z dnia 8 stycznia 1951 r. o tworzeniu instytutów naukowo-badawczych ustanowiono Instytut Geologiczny. Zwierzchni nadzór nad Instytutem sprawował Prezes Rady Ministrów.

## Zadania Instytutu
Zadaniem Instytutu było:
- prowadzenie prac naukowo-badawczych z dziedziny nauk geologicznych,
- wykonywanie zdjęć geologicznych,
- wykonywanie podstawowej dokumentacji i paszportyzacji złóż w zakresie niezbędnych dla prac geologicznych służb resortowych,
- prowadzenie badań i wydawanie podstawowych orzeczeń geologiczno-technicznych, odnoszących się do specjalnych problemów lokalizacyjnych oraz do wielkich obiektów budownictwa przemysłowego, lądowego i wodnego,
- prowadzenie badań naukowych z dziedziny hydrologii i wydawania orzeczeń hydrologicznych odnoszących się do najpoważniejszych obiektów narodowego planu inwestycyjnego oraz do zaopatrzenia w  wodę poszczególnych obszarów kraju,
- prowadzenie pracowni i laboratoriów niezbędnych do wykonywania zadań instytutu oraz prowadzenia laboratorium arbitrażowego,
- opracowanie problemów metodologicznych i instrukcyjnych,
- opiniowanie działalności  naukowej wszystkich jednostek i organizacji służby geologicznej,
- kształcenie pracowników nauki oraz dokształcania pracowników geologicznych służb przemysłowych,
- współdziałanie w pracach zbiorowych, organizowanych przez inne instytuty i ośrodki badawcze,
- popularyzacja nauk geologicznych, prowadzenie muzealnictwa geologicznego i ochrony przyrody nieożywionej,
- publikowanie wyników badań geologicznych,
- nawiązywanie i utrzymywanie łączności z odpowiednimi instytucjami i organizacjami za granicą.

## Kierowanie Instytutem
Na czele Instytutu stał dyrektor, który kierował samodzielnie działalnością instytutu i był za niego odpowiedzialny.
Dyrektora i jego zastępców powoływał i odwoływał Prezes Rady Ministrów.

## Rada Naukowa
Przy Instytucie działała Rada Naukowa, a do jej zadań należało:
- opiniowanie planów prac naukowo-badawczych instytutu,
- inicjowanie prac naukowo-badawczych,
- wypowiadanie się w sprawach dotyczących organizacji instytutu,
- rozpatrywanie innych spraw z zakresu działalności instytutu.

## Zmiana nazwy Instytutu
Na podstawie ustawy z 2010 r. o instytucjach badawczych Instytut Geologiczny stał się Państwowym Instytutem Geologicznym.